# Pretty Polly Classic 1984
Pretty Polly Classic 1984  — жіночий тенісний турнір, що проходив на закритих кортах з килимовим покриттям Брайтонського центру в Брайтоні (Англія). Належав до 3-ї категорії в рамках Світової чемпіонської серії Вірджинії Слімс 1984. Відбувсь усьоме і тривав з 22 жовтня до 28 жовтня 1984 року. Сьома сіяна Сільвія Ганіка здобула титул в одиночному розряді й отримала за це 32 тис. доларів США.

## Фінальна частина

### Одиночний розряд
Сільвія Ганіка —  Джоанн Расселл 6–3, 1–6, 6–2
- Для Ганіки це був 1-й титул в одиночному розряді за сезон і 5-й — за кар'єру.

### Парний розряд
Алісія Молтон /  Пола Сміт —  Барбара Поттер /  Шерон Волш 6–7, 6–3, 7–5
- Для Молтон це був 1-й титул за рік і 5-й — за кар'єру. Для Сміт це був 3-й титул за сезон і 11-й — за кар'єру.

## Нотатки
1. ↑  Турніри з призовим фондом для жінок принаймні 150 тис. доларів.[1]